# Paul Ducournau
Pour les articles homonymes, voir Ducournau.
 (février 2015).
Ducournau Paul (27 octobre 1910 à Orthez, Pyrénées-Atlantiques - 31 août 1985 à Pau, Pyrénées-Atlantiques) est un général de l'armée française.

## Biographie
Quatrième enfant de Alfred Ducournau, clerc d'avoué et de Marie Castéra, il se marie le 24 décembre 1934 à Thérèse Tuquet, professeur. Ils auront trois enfants, Denise, Andrée (décédée le 10 août 2016) et Jean Paul (décédé le 14 septembre 1977)
Après des études au lycée Louis Barthou de Pau, il devient élève de l'École Spéciale Militaire de Saint Cyr (1930-1931). Sous-Lieutenant (1932), il est affecté au 15e RTA à Fès et participe aux opérations du Grand Atlas en 1933. Il est nommé lieutenant le 1er octobre 1934.

### Seconde Guerre mondiale
Fait prisonnier, il s'évade et rejoint Périgueux (septembre 1940). Affecté au 26e RI le 15 novembre 1940, il est nommé capitaine le 25 mars 1941. En avril 1942, provisoirement détaché dans la Marine, il embarque sur le Strasbourg et le Dupleix. Il passe en Espagne le 16 novembre 1942 et se présente au Consulat Général de Grande-Bretagne à Barcelone (20 novembre 1942) où il contracte un engagement volontaire dans les Forces françaises libres.
Embarqué sur le bateau de pêche Joven Jaime à destination de Gibraltar, il est capturé par la Marine espagnole le 4 décembre 1942. Emprisonné en Espagne jusqu'au 25 juin 1943, il passe à Gibraltar en juillet. Engagé volontaire pour la durée de la guerre au titre du Corps franc d'Afrique à Casablanca le 6 juillet 1943, nommé capitaine le 8, il débarque de vive force à l'Île d'Elbe e 19 juin 1944.
Le Corps francs d'Afrique, de la taille d'une petite brigade (environ 2000 hommes) donne naissance au Groupe de Commandos d'Afrique, de la taille d'un bataillon commando (environ 800 hommes), entrainé et formé part des officiers britanniques. Le reste du corps francs rejoint différentes unités dont le Régiment de Marche du Tchad. Le Groupe de Commandos d'Afrique est renommé 5e Bataillon de Choc en octobre 1944. 
Le 14 août 1944, à la tête du 1er commando, il débarque au cap Nègre et s'empare de la batterie de Mauvannes et du fort du Coudon (Toulon). Nommé chef de bataillon du 5e de Choc le 25 octobre 1944, il dirige les opérations de Belfort et le 18 janvier 1945, il est blessé devant Cernay, d'une balle au bras droit. Il saute sur une mine, est blessé au pied et est évacué.
Il reprend le commandement du 5e bataillon de choc le 23 avril 1945 et passe en Allemagne où il commande les opérations jusqu'au 8 mai 1945.

### Après guerre
Passé dans le corps des parachutistes, il est nommé le 9 avril 1951 chef d'état major de la 25e division d'infanterie aéroportée[réf. nécessaire][Information douteuse]. Le 20 août 1951, il rejoint l'Indochine française où il prend le commandement des troupes aéroportées nord avec le grade de lieutenant-colonel.
De retour en France le 27 novembre 1953, il est promu au grade de colonel, chef de corps du 18e RCP le 31 mars 1957. Général de brigade (1er juin 1958), commandant de la 25e DP (1er décembre), commandant de la 21e DI et de la zone sud Constantinois (18 avril 1960), il est promu général de division le 1er juin 1960.
Inspecteur de l'infanterie (9 avril 1962), promu général de corps d'armée(août 1963), il est nommé gouverneur militaire de Metz le 16 mars 1963. Blessé à Vertus (Marne) le 20 avril 1967 par une pale d'hélicoptère au cours d'une mission d'inspection dans le cadre des manœuvres de la 8e DI, il est admis dans la 2e section des officiers généraux de l'armée de terre en avril 1968.

## Hommage
- Le 18 juin 1960 une rue est inauguré à Orthez en son honneur.
- Une rue du quartier de Pramousquier dans le village du Lavandou porte son nom.